# 4차원 정다포체
4차원 정다포체란 정다면체를 4차원으로 확장한 것이다.

## 볼록 4차원 정다포체
| 이름         | 슐레플리 기호 | 점  | 모서리 | 면   | 포  | χ |
| ------------ | ------------- | --- | ------ | ---- | --- | - |
| 정오포체     | {3, 3, 3}     | 5   | 10     | 10   | 5   | 0 |
| 정십육포체   | {3, 3, 4}     | 8   | 24     | 32   | 16  | 0 |
| 정팔포체     | {4, 3, 3}     | 16  | 32     | 24   | 8   | 0 |
| 정이십사포체 | {3, 4, 3}     | 24  | 96     | 96   | 24  | 0 |
| 정백이십포체 | {5, 3, 3}     | 600 | 1200   | 720  | 120 | 0 |
| 정육백포체   | {3, 3, 5}     | 120 | 720    | 1200 | 600 | 0 |

4차원의 볼록 정다포체는 오직 6개밖에 없다. 이는 3차원의 정다면체가 5개뿐인 이유와 같으며, 정다면체가 5개뿐임을 증명할 때 정다각형들의 내각을 계산해 보듯 각 정다면체의 이면각을 따져 보면 알 수 있다.
정다포체는 정다면체보다 한 개가 많다. 그래서 정다포체를 정다면체와 대응시켜 보면 하나가 남는다는 것을 알 수 있다. 실제로, 각 초입체들과 입체들은 비슷한 것들끼리 쉽게 짝지을 수 있다. 대응시켜 보면, 정오포체는 정사면체에 대응되고, 정팔포체는 정육면체에, 정십육포체는 정팔면체에, 정백이십포체는 정십이면체에, 정육백포체는 정이십면체에 대응된다. 그리고 남는 정다포체는 정이십사포체인데, 이 입체는 3차원에도 비슷한 입체가 없고 5차원에서는 정규 테셀레아션이 되는데, 그 이후로는 다시 사라지는, 오직 4차원에만 존재하는 입체라서 '4차원의 고유한 정다포체'라고 할 수 있다(사실 이것은 연꼴이십사면체와 닮았지만, 이는 정다면체가 아니며, 5차원과 6차원에서는 초입체 테셀레이션이 된다). 참고로 정육면체 4개가 한 모서리에 모이면 허니컴이 된다 (슐레플리 기호는 {4, 3, 4}이다). 마찬가지로 정팔포체 벌집이나 정십육포체 벌집, 정이십사포체 벌집의 슐레플리 기호는 각각 {4, 3, 3, 4}, {3, 3, 4, 3}, {3, 4, 3, 3}인데, 정팔포체 벌집은 역시나 정육면체 벌집이나 정사각형 타일링 즉, 초입방체 벌집이므로 자기쌍대이고, 정십육포체로 만든 것은 정이십사포체 로 만든 것이다. 정팔포체는 이포각이 90°이므로 4개가 모여야 하고, 정이십사포체와 정십육포체는 120°이므로 3개가 모여야 4차원 공간을 채워 초입체 테셀레이션 (4차원에서의 벌집)  이 된다. 두 가지 이상의 정다면체로는 정사면체와 정팔면체를 조합하여 정사면체-정팔면체 벌집을 만들 수 있다. 이것의 쌍대는 마름모십이면체 3개를 한 모서리에 이어붙어서 만들 수 있는 마름모십이면체 벌집이다. 이들도 정다면체미 정다각형 타일링과 마찬가지로 깎으면 맨 끝에 차원의 수-2의 슐레플리 기호를 가진 정다면체나 정다포체가 나온다. 예를 들어 정육면체를 깎으면 단면이 정삼각형이 되고, 정이십면체를 깎으면 정오각형이 댠면으로 나온다는 것을 이용해 단면이 정사면체인 것은 각각 정오포체, 정팔포체, 정백이십포체이고 깎은 단면이 정팔면체인 것은 각각 정십육포체와 정육면체 벌집이고, 단면이 정이십면체인 것은 정육백포체이다. 또, 정육면체가 깎인 단면이 되는 것은 정이십사포체 뿐이며, 단면이 정십이면체인 것은 없다.

## 오목 4차원 정다포체
슐레플리-헤스 다포체란 케플러-푸앵소 다면체의 4차원 확장개념이다. 총 10가지가 있는데, 개수가 많아지기 때문에 다포체를 이루는 꼭짓점, 모서리, 면, 셀의 개수 또는 모양에 따라 분류하는 것도 조금 어렵기는 하다. 슐레플리 기호는 각각 {5/2, 5, 3}, {5/2, 3, 5}, {5/2, 3, 3}, {5/2, 5, 5/2}, {3, 5, 5/2}, {5, 3, 5/2}, {3, 3, 5/2}, {5, 5/2, 5}, {3, 5/2, 5}, {5, 5/2, 3}이다. 이들 중에서 자기 쌍대인 2개와 쌍대쌍이 별모양이 아닌 2개를 제외하면 모두 케플러-푸앵소 다면체를 확장하여 생긴다. 별모양 정다포체와 그의 자기쌍대가 아닌 쌍대의 경우 작은 별모양 백이십포체와 정이십면체 백이십포체, 큰 별모양 백이십포체와 거대 백이십포체의 경우 {5/2, 5}와 {5, 5/2}에 대응되고, 큰 거대 별모양 백이십포체와 거대 육백포체의 경우  {5/2, 3}와 {3, 5/2}에 대응된다.